# W. Clark Still
W. Clark Still (* 31. August 1946 in Augusta, Georgia) ist ein US-amerikanischer Chemiker (Organische Chemie, Computerchemie).

## Leben
Still studierte an der Emory University mit dem Bachelor-Abschluss 1969 und der Promotion in Organischer Chemie 1972. Als Post-Doktorand war er an der Princeton University und der Columbia University. 1975 wurde er Assistant Professor an der Vanderbilt University und 1977 an der Columbia University, wo er 1980 Associate Professor und später Distinguished Professor wurde.
Ab 1993 war er im Aufsichtsrat von Pharmaco-Poeias Inc. 1992 war er Rolf Sammet Gastprofessor in Frankfurt am Main und Sloan-Gastprofessor in Harvard sowie 1986 Alexander Todd Gastprofessor in Cambridge.

## Werk
Er verbesserte 1978 das Trennverfahren der Säulenchromatographie durch die Entwicklung der sogenannten „Flash-Chromatographie“, bei der die mobile Phase mit Druckluft durch die stationäre gedrückt wird.
1979 gelang ihm mit Kollegen die Totalsynthese des Sexualpheromons der Amerikanischen Großschabe, Periplanon B. 1980 unternahm er auch die Totalsynthese des Antibiotikums Monensin (was etwas vorher 1979 Yoshito Kishi gelang).
Eine Variante der 2,3-Wittig-Umlagerung ist als Wittig-Still-Umlagerung bekannt (1978). Er synthetisierte damit das Juvenilhormon von Hyalophora cecropia. Mit Cesare Gennari entwickelte er 1983 eine Variante der Horner-Wadsworth-Emmons-Reaktion (Still-Gennari-Olefinierung).
Später wandte er sich der Computerchemie zu, etwa in der Berechnung von Atom- und Moleküloberflächen, die dem Lösungsmittel zugänglich sind, und Monte-Carlo-Modelle für Konformationsanalyse.

## Auszeichnungen
1978 wurde er Forschungsstipendiat der Alfred P. Sloan Foundation (Sloan Research Fellowship). Er erhielt 1981 den Alan T. Waterman Award. 1987 war er Fellow der Japan Society for the Promotion of Science. Er ist Fellow der American Academy of Arts and Sciences. Von 1978 bis 1980 war er Sloan Research Fellow und 1981/82 Guggenheim Fellow. 1993 erhielt er den ACS Award for Computers in Chemical and Pharmaceutical Research der American Chemical Society. 1984 erhielt er den Stieglitz Award und 1982 den Buchman Award des Caltech. 1987 erhielt er den Cope Scholar Award der ACS.